# Tajemnica Łuki
Tajemnica Łuki – polska komedia kryminalna z 2023 roku w reżyserii Piotra Dolińskiego i według scenariusza Piotra Dolińskiego i Krzysztofa Bałtyka.

Akcja jest wielowątkowa, fabuła bardzo dynamiczna i każda scena ma znaczenie. Każdy podejrzewa kogoś innego i widz zostanie wyprowadzony na manowce.

## Produkcja
Film powstał w wytwórni Bałtyk Film Production. Zdjęcia do filmu powstały w zaledwie 12 dni. Powstawały we wrześniu 2023 roku w województwie podlaskim - m.in. na plaży Bondary, w ratuszu w Michałowie, w Przewięzi nad Jeziorem Białym Augustowskim, Zambrowie, Narewce, Łuka i w okolicach Jeziora Siemianowskiego.

## Fabuła
Fabuła opiera się na historii skarbu ukrytego na dnie Zalewu Siemianówka. Poszukują go zarówno „tutejsi” mieszkańcy, jak i zagraniczni turyści. Akcja dzieje się w środku lata na polu kempingowym, gdzie pracują lokalne piękności, wspomagane przez szemranych biznesmenów. Sielski, wakacyjny klimat burzy tajemnicza śmierć lokalnego wędkarza. Na miejscu pojawia się dwóch detektywów, lokalny ciamajda Michał Ordon i będący na wczasach gwiazdor stołecznej komendy Konrad Lambert, którzy niczym Flip i Flap rozpoczynają śledztwo. Poza kryminalną zagadką, w tym filmie nie zabranie mnóstwa dobrego humoru i miłości, a sam finał filmu będzie nieoczekiwany i bardzo zaskakujący.

## Obsada[5]
- Piotr Zelt – Konrad Lambert
- Dorota Chotecka – Nadia
- Radosław Pazura – Kurt Wagner
- Martyna Kliszewska – Lidka Majorkowska
- Tomasz Dedek – senator Czesław Wroński
- Piotr Mocarski – posterunkowy Bućko
- Anna Jankowska – Anna, szefowa Benka
- Justyna Dąbrowska – turystka
- Jarosław Barów – turysta
- Piotr Doliński – Bogumił "Szuj" Szujski
- Marta Moś – Zosia
- Norbert Tybinkowski – kierowca starego Rawicza
- Sławomir Jackowski – goryl Rawicza
- Anastazja Hevko – Jana
- Agnieszka Niedziałek – Gabriela, asystentka senatora
- Anna Jermak – Krysia
- Aleksandra Seredyńska – Sandra
- Agnieszka Krasowska – Żaneta
- Aleksandra Andrukajtis – barmanka
- Zuzanna Bałtyk – harcerka Zuzia
- Michalina Skoczylas – harcerka Michalina
- Amelia Chmielewska – harcerka Amelia
- Liliana Królikowska – harcerka Lili
- Karla Poskrobko – harcerka Karla
- Łukasz Dąbrowski – turysta
- Paweł Barów – pan od fotowoltaiki
- Paulina Barów – sekretarka burmistrza
- Dominik Żywiec – strażnik
- Krzysztof Aleksander Motyka – młody Ordonowski
- Krzysztof Motyka – ojciec Ordonowskiego
- Anna Ptak – pani od klimatyzacji
- Krystian Tybinkowski – kierowca Wrońskiego
- Jakub Jordan Chmielewski – ratownik medyczny
- Michał Paś – kwiaciarz
- Zuzanna Złotkowska – pani Zuzia, sekretarka w Inter Tech
- Marcin Wojdałowicz – facet przy łódce
- Magdalena Juchnowicz – prezenterka radiowa

Aktorzy Teatru Dramatycznego w Białymstoku oraz Białostockiego Teatru Lalek
- Krzysztof Ławniczak – stary Rawicz
- Ryszard Doliński – Michał "Ordon" Ordonowski
- Patryk Ołdziejewski – Max
- Marek Tyszkiewicz – Stefan Majorkowski
- Zbigniew Litwińczuk – Zbigniew "Benek" Benkowski
- Michał Jarmoszuk – Rawicz

## Piosenki w filmie[7]
| Piosenka        | Muzyka               | Słowa          | Wykonanie            | Producent   | Miks muzyki | Mastering   |
| --------------- | -------------------- | -------------- | -------------------- | ----------- | ----------- | ----------- |
| Skarb           | Magdalena Juchnowicz | Piotr Doliński | Magdalena Juchnowicz | Marek Kubik | Marek Kubik | Marek Kubik |
| Topielca śmiech | Marek Kubik          | Piotr Doliński | Jarmo                | Marek Kubik | Marek Kubik | Marek Kubik |

## Pozostała ekipa filmowa[8]
| Uposażenie techniczne  | Imię i nazwisko                                     |
| ---------------------- | --------------------------------------------------- |
| Operator kamery        | Bartosz Chiliński Jakub Stankiewicz                 |
| Zdjęcia lotnicze       | Jakub Stankiewicz                                   |
| Klapser                | Kacper Bałtyk                                       |
| Oświetlenie            | Marcin Wojdałowicz Łukasz Gwara                     |
| Korekcja barwna        | Edward Grygianiec                                   |
| Mastering DCP          | Bartosz Chiliński Edward Grygianiec King Yeti Filmz |
| Rekwizyty              | Ewa Bałtyk                                          |
| Dźwięk                 | Jacek Dziemidowicz Damian Stankiewicz               |
| Postprodukcja dźwięku  | Marek Kubik Patryk Kowalewski                       |
| Udźwiękowienie         | Marek Kubik                                         |
| Synchronizacja dźwięku | Bartosz Chiliński                                   |
| Zgranie dźwięku        | Marek Kubik WeM Studio                              |
| Charakteryzacja        | Patrycja Kudrycka Alicja Gadomska Aneta Rzonca      |
| Wsparcie techniczne    | Konrad Sikora                                       |
| Obsługa prawna         | Kamil Klemienia                                     |
| Transport              | Euro Cars 4 Hunters                                 |
| Catering               | Justyna Dąbrowska                                   |
| Kierownictwo produkcji | Ewa Bałtyk                                          |
| Kierownictwo planu     | Piotr Doliński                                      |
| Dyżurny planu          | Łukasz Dąbrowski                                    |